# WarioWare: Touched!
WarioWare: Touched!, conocido en Japón como Sawaru Meido in Wario (さわる メイドインワリオ?) es un videojuego de la serie WarioWare creado por Nintendo para Nintendo DS y que salió a la venta en el lanzamiento de la consola. El juego protagonizado por Wario fue considerado en su día el que mejor aprovechaba las características de Nintendo DS, ya que para jugar a los microjuegos hace uso exclusivo de la pantalla táctil y del micrófono. Está disponible en cartuchos físico y Se relanzó para la tienda en digital de las consolas DSi con el nombre "WarioWare: Touched! DL" sin otro ningún cambio significativo.
El juego fue todo un éxito de crítica y de ventas, convirtiéndose en el juego más vendido de los juegos que acompañaron el lanzamiento de la Nintendo DS, superando incluso a Super Mario 64 DS.
El juego se basa en microjuegos, que son pequeños juegos de normalmente menos de 5 segundos de duración. Los microjuegos requieren el uso de la pantalla táctil del Nintendo DS.

### Modos de juegos
|                                 | Descripción |
| ------------------------------- | --- |
| Ejercicio Táctil (Wario)        | Este modo involucra requiere toques a la pantalla táctil con el stylus del Nintendo DS. El escenario consiste en Wario regresando a su casa en motocicleta después que el dentista arreglara sus dientes. El Boss Stage es aplastar moscas           |
| Cortes con estilo (Mona)        | Este modo involucra en cortar objetos usando el gesto deslizar el stylus en la pantalla táctil. El escenario consiste en Vanesa (rival de Mona) atacándola con un ave gigante. El Boss Stage es derribar diez palos de boliche en tres oportunidades |
| Club Vibrante (Jimmy T)         | Este modo involucra frotar objetos. El escenario consiste en Jimmy T bailando. El Boss Stage es frotar un arco iris para rellenar un balde. |
| Artes Afiladas (Kat y Ana)      | Este involucra dibujar líneas y formas geométricas. El escenario es Kat y Ana persiguiendo un mono. El Boss Stage es dibujar líneas para que una esfera llegue hasta el espacio exterior.                                                            |
| Desliz Total (Ashley)           | Este involucra mover objetos. El Boss Stage es disparar a planetas |
| Bastante Retorcido (Dr. Crygor) | Este involucra movimientos circulares para rotar objetos. El Boss Stage es mover un coche de radiocontrol en una pista con obstáculos |
| Fiebre del Micro (Mike)         | Este modo requiere soplar al micrófono de la consola. El Boss Stage es flotar una semilla sobre el mar hasta tierra firme. |
| Toque Retro (9-Volt)            | Este modo involucra referencias a productos de Nintendo, utiliza todos los controles utilizando en los modos anteriores. El Boss Stage es usar toques a la pantalla táctil para destruir botellas, basando en Hogan's Alley de NES/Famicon.          |
| Super Nulo                      | En este modo todos los micro-juegos están protagonizados por Wario y utiliza todos los controles posibles. El Boss Stage es explorar una cueva, requiere todos los usos posibles de la pantalla táctil para quitar obstáculos y evitar proyectiles.  |

Cuando se supera los Boss Stage en modo infinito, se pausará el juego por unos segundos mientras se escucha música de Mario 64.

## Otros personajes
- Jamie T y James T: Ellos son hermana y hermano de Jimmy T. Ellos son utilizan una mezcla de varios micro-juegos de otros personajes. Jamie tiene Wario, Mona y Jimmy T, mientras James tiene de Kat & Ana, Ashley y el Dr Crygor.
- Orbulon: Orbulon no tiene una serie de microjuegos propia en esta entrega de WarioWare. En esta ocasión, Orbulon premiará al jugador con juguetes o minijuegos cuando consiga completar una serie de microjuegos de un personaje, cuando desbloquee todos los microjuegos de un personaje, cuando consiga superar los récords de los minijuegos que tienen récords. Hay cerca de 30 minijuegos o juguetes a desbloquear con Orbulon. 
  - Los juguetes son normalmente representaciones de objetos reales, como un metrónomo totalmente funcional, una armónica activada mediante soplidos en el micrófono de la consola, un piano, una calculadora sencilla, un reloj de cocina, un canuto para soplar burbujas de jabón, un yo-yo, un loro que repite lo que el jugador dice, y similares.
  - Los minijuegos tienen una duración mayor o mecanismo ligeramente más complejo que los microjuegos de los personajes. Suelen tener récords que, al ser superados, desbloquean en la nave de Orbulon más minijuegos o juguetes. Entre los juegos están Pyoro T (secuela del Pyoro del WarioWare original), Hombre Volador (consistente en mantener a un híbrido de hombre y avión de papel todo el tiempo posible planeando en el aire mediante soplidos), Lanzamiento de Martillo, Comba Flotante (consistente en hacer que un personaje salte la comba a base de soplarle), Huevo Astral (consistente en hacer rebotar a un personaje redondo y alcanzar la mayor altitud posible, a base de dibujar trampolines con el lápiz táctil), o Ping Pong (que permite jugar a dos jugadores simultáneamente en la misma consola, dedicando una pantalla a cada uno).
- Osos: Cuando todas las series de microjuegos han sido superadas, incluida la de Wario-Man, aparecerán tres osos de colores rosa, amarillo y blanco. 
  - El oso rosa presenta una serie infinita de microjuegos recopilados de todos los personajes. Se dispone de 4 corazones o intentos para alcanzar la mayor puntuación posible. Cada cuatro microjuegos se aumentara la velocidad
  - El oso amarillo presenta una serie infinita de microjuegos, sólo que comienzan desde el principio a una velocidad muy elevada.
  - El oso blanco presenta una serie infinita de microjuegos, sólo que esta vez se dispone de un único corazón o intento.
- Fronk (Tread Carefully). Este minijuego consiste en NO utilizar el micrófono en caso contrario los Fronks salen volando. Aparece aleatoriamente en Fiebre del Micro, Toque Retro Super Nulo y los osos de colores.